# セレクトロン管

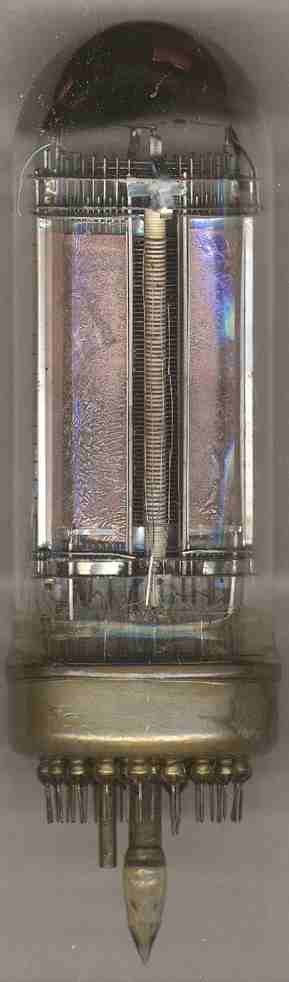
4096ビット型セレクトロン管

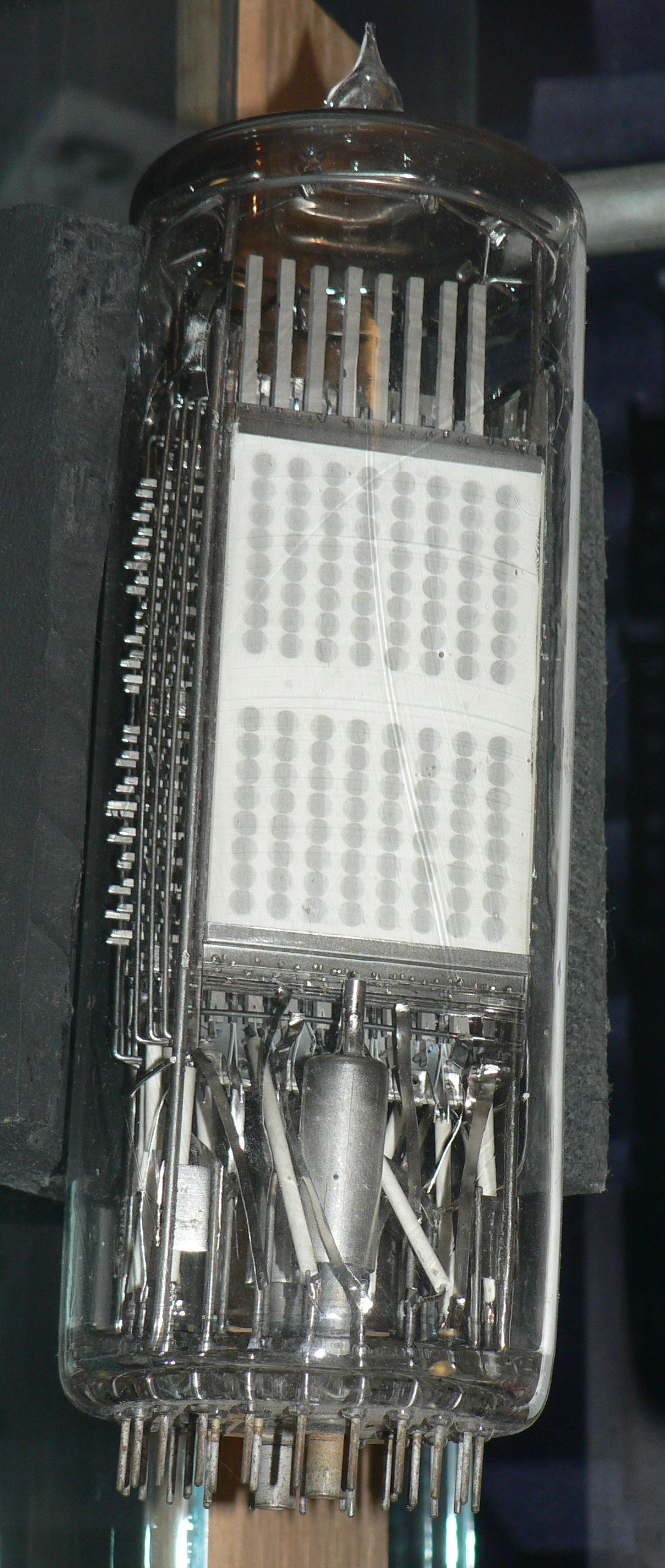
256ビット型セレクトロン管

セレクトロン管（セレクトロンかん、Selectron tube）はRCA社のジャン・A・ライクマンのチームが、テレビの発明で知られるウラジミール・ツヴォルキンの指揮下で開発した初期の記憶装置である。チームは磁気コアメモリが一般化する以前にセレクトロン管の商業化に成功できず、今となっては詳細も不明である。

## 開発
1946年、IASマシンを設計中で新たな高速記憶装置を探していたプリンストン高等研究所のジョン・フォン・ノイマンからの依頼で、セレクトロン管開発が始まった。RCAは4096ビットの容量を提案し、同年末までに200本を製造する計画を立てた。しかし製造は予想していたよりも難航し、1948年中ごろになっても完成しなかった。開発の遅延に伴い、IASマシンはウィリアムス管を代替記憶装置として採用することになり、セレクトロン管の第一の顧客はいなくなった。
RCAはセレクトロン管のコンセプトは捨てず、256ビットの容量で再設計した。256ビットのセレクトロン管は、量産時には500ドルで販売することが計画された。ウィリアムス管よりも信頼性は高かったが、生産数量が少なく高価だったため、実際にこれを使ったコンピュータはランド研究所のJOHNNIACだけであった。
1940年代に開発されたこういった記憶方式の全ては、1950年代により小さくてコストの安い磁気コアメモリに取って代わられた。

## 設計
本来の4096ビットのセレクトロン管は長さ25cm、直径7.6cmの真空管で、1024×4ビットの構成である。間接的に熱せられるカソードが中心に伸びていて、周りを縦のワイヤー群と円周方向のワイヤー群で囲んで円柱状のグリッドアレイを形成し、誘電性記憶媒体を金属シリンダーにコーティングしたシグナルプレートと呼ばれるものが最外周にある。ビットはシグナルプレートの滑らかな表面の離散的領域の電荷として格納される。
直交するグリッドワイヤーは若干正の電圧がかけてあり、カソードを飛び出した電子はグリッドを通過して誘電体に到達できる。電子が連続的に流れることで、二次電子放出によって連続的に電荷が蓄えられる。ビットを選択的に読み書きするには、対応する位置で交差する2本のグリッドワイヤーだけを除いてグリッドに負の電圧をかける。するとその位置でのみカソードからの電流が流れることになる。
情報の書き込みは、上記の方法でビットを選択した上でシグナルプレートにプラスかマイナスの電位パルスを送ることで実施される。シグナルプレートがプラスの場合、選択されたビット位置の誘電体に 1 が書き込まれ、マイナスの場合 0 が書き込まれる。グリッドのバイアスがOFFになると誘電体の対応する位置に電子が静電気として保持される。

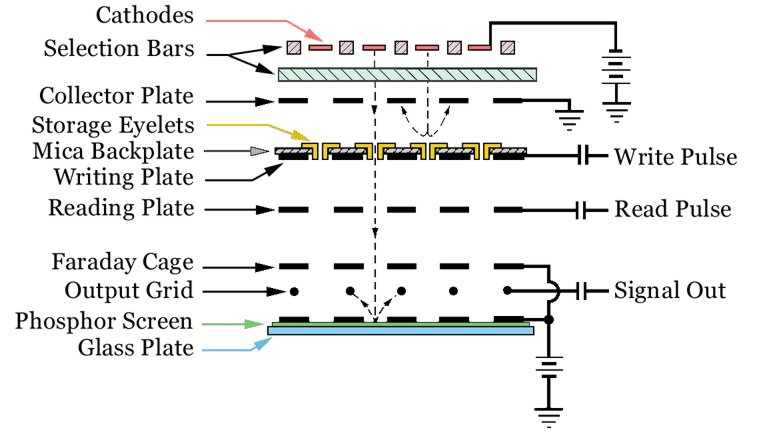
セレクトロン管の断面図

情報を読み出すには電流の方向を逆転させればよい。グリッドでビット位置を選択してカソードにパルスを送ると、対応する位置の誘電体が帯電していればシグナルプレートにパルスが発生して読み取ることができる。またパルスが発生しなければ帯電していなかったことを示す。
製品化された256ビットのもの（128×2ビット）は同様の真空管だが、プレートは円柱状ではなく穴の開いた四角い板となっており、カソードは8本並んでいる。大きさはあまり小型化されていないが、ピン数は4096ビット版が44ピンだったのに対して31ピンに減っている。プレートの穴はビットに対応していて、緑色の蛍光体が見えているため、人間がビットの状態を読み取ることも可能である。

## 特許
- アメリカ合衆国特許第 2,494,670号 Cylindrical 4096-bit Selectron
- アメリカ合衆国特許第 2,604,606号 Planar 256-bit Selectron